# Walhère van Onhaye

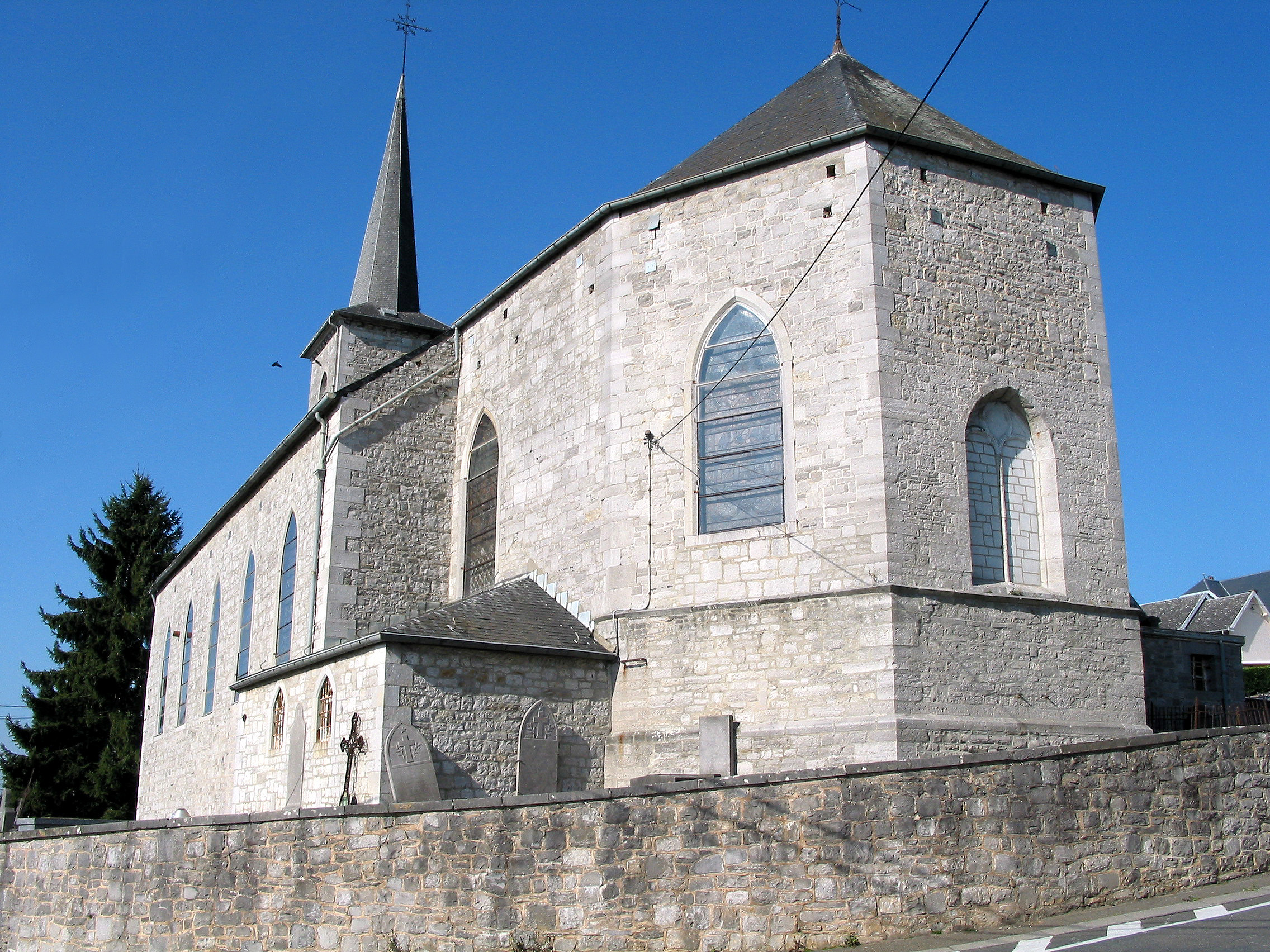
Sint-Martinuskerk van Onhaye

Walhère van Onhaye (ook: Walhère van Dinant, ook Walter of, in het Waals, Vohy genaamd), is een lokale heilige die reeds eeuwenlang wordt vereerd te Onhaye, doch waar geen officiële documenten betreffende heiligverklaring van voorhanden zijn.

## Levensloop
Walhère werd begin 12e eeuw geboren te Bouvignes-sur-Meuse, waar zijn geboortehuis zich nog altijd bevindt. Niet lang na zijn geboorte stierf zijn moeder. Walhère studeerde theologie aan de Benedictijnenabdij te Waulsort. Hij werd vermeld in een document uit 1163, als behorende tot de geestelijkheid te Onhaye. Volgens een document uit 1190 werd hij benoemd tot deken van Florennes. Het was toen een onrustige tijd, waarin ernstige conflicten tussen de diverse abdijen plaatsvonden, waarbij de Graaf van Namen en de prins-bisschop van Luik nogal eens tussenbeide moesten komen. Naar het schijnt trachtte Walhère tussenbeide te komen om de partijen te kalmeren, en begaf zich daartoe naar Hastière. Toen hij per boot over de Maas terugvoer, zou hij zijn vermoord en in de rivier geworpen. De volgende dag werd zijn levenloze lichaam gevonden door enkele vrouwen die langs de oever wandelden. Dit geschiedde in 1199, waarschijnlijk op de 23e juni. Hij was ongeveer 61 jaar oud.
Er kwamen veel mensen op af, en het lichaam werd op een wagen geladen die zich naar Waulsort begaf. De paarden weigerden echter die richting op te gaan en begaven zich daarentegen naar Onhaye, waar ze halt hielden voor de Sint-Martinuskerk aldaar. In Onhaye werd een kapel opgericht waarin zich nog relieken van Walhère bevinden, die door de gelovigen werden vereerd en nog steeds worden vereerd.

## Verering
De feestdag van Walhère is op 23 juni. Elk jaar vindt nog, op de eerste zondag na Sint-Jansdag (24 juni) een grote processie plaats die veel deelnemers trekt, ook van ver buiten het dorp. Aangezien Walhère om het leven is gekomen door een slag op het hoofd, wordt hij aangeroepen tegen hoofdpijn, en ook om het vee te beschermen. De processie trekt langs tal van kapelletjes en wegkruisen en daarna is er om 11 uur een plechtige Mis. Hierna vindt een kermis plaats in het dorp.